# Stellaria arisanensis
Stellaria arisanensis là loài thực vật có hoa thuộc họ Cẩm chướng. Loài này được (Hayata) Hayata miêu tả khoa học đầu tiên năm 1913.